# Château de San Andrés
Le château de San Andrés, en espagnol Castillo de San Andrés, est une ancienne forteresse militaire située dans le village de San Andrés, dans la municipalité de Santa Cruz de Tenerife (Îles Canaries, Espagne).

## Histoire
La première mention de l'existence d'une tour de défense ou d'un château sur ce site l'est en 1697. Le château est reconstruit à plusieurs reprises, l'actuel datant de 1769. Cette tour circulaire faisait partie de l'ensemble des fortifications chargées de la défense de l'île de Tenerife.
Pendant la bataille de Santa Cruz de Tenerife en 1797 qui oppose les Espagnols aux Britanniques, le château joue un rôle important. En effet, pendant cette bataille navale, un tir de canon depuis le château détruit le mât et le gréement du HMS Theseus, le navire de l'amiral Horatio Nelson.
En 1894, une inondation consécutive à une tempête détruit une partie des murs du château, laissant le reste à l'état de ruine. Le château est classé au patrimoine historique depuis le 22 avril 1949.

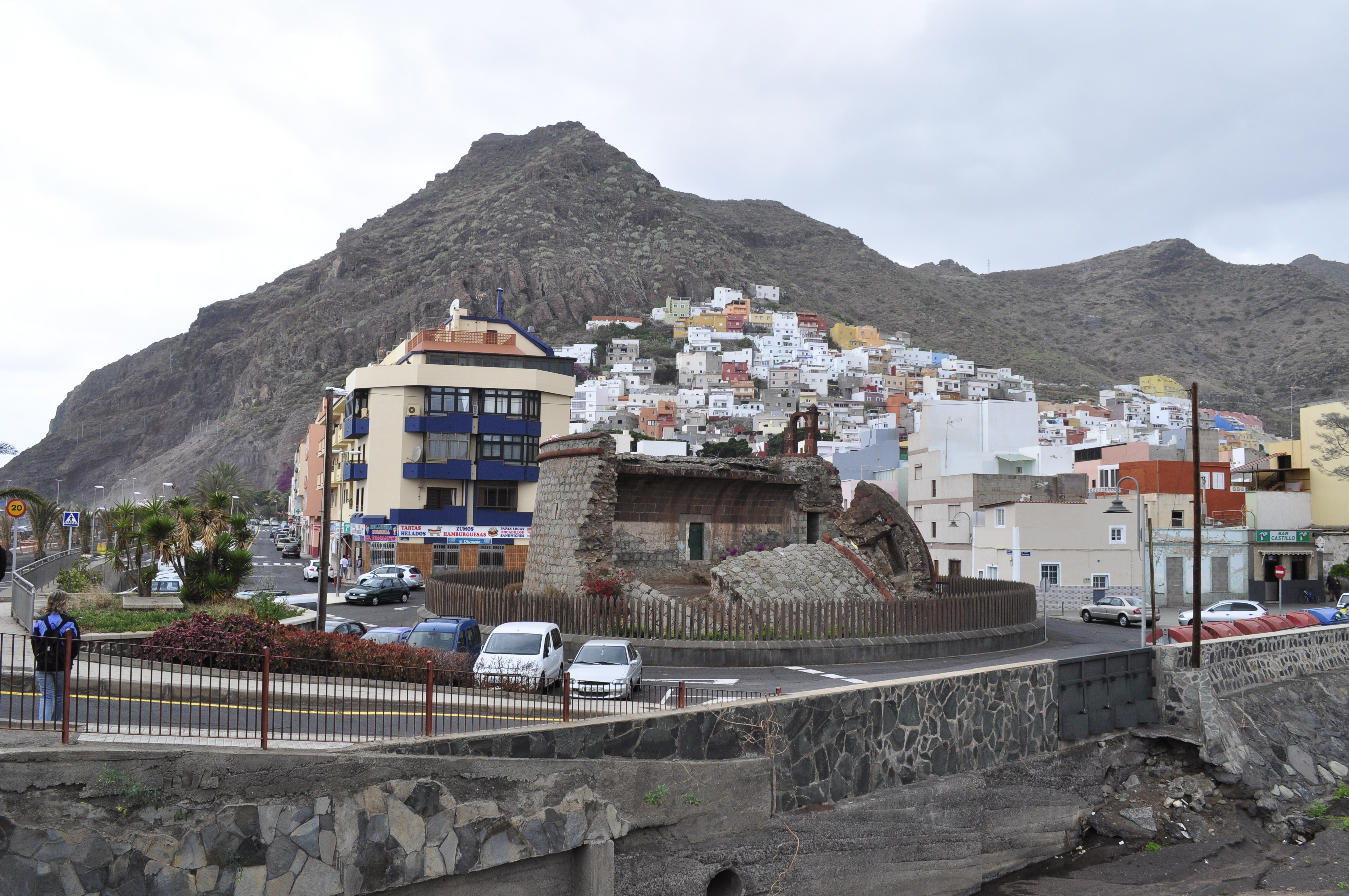
Vue du château aux portes de San Andrés.

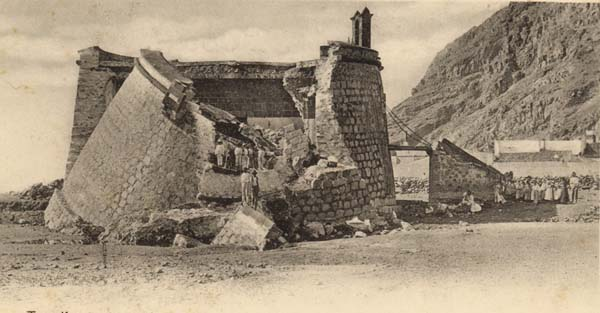
Vue du château entre 1895 et 1900, quelque temps après sa destruction partielle par une inondation.